# Pescanseco Fundeiro
Pescanseco Fundeiro é uma aldeia situada no concelho de Pampilhosa da Serra, distrito de Coimbra. Foi uma das localidades atingidas pelos incêndios recentes que assolaram Portugal. Em 11 de junho de 2019, algumas casas reconstruídas foram devolvidas a seus proprietários.